# MOM
Microsoft Operations Manager (MOM) er et system til at holde styr på hændelser og ydelse af Microsoft's Windows Server System.
Produktet giver mulighed for at overvåge talrige computere forbundet i netværk. MOM overvåger blandt andet Active Directory og Microsoft Exchange servere.

## Versioner til Windows
- 2000 – Microsoft Operations Manager 2000
- 2005 – Microsoft Operations Manager 2005